# Benno Lehmann
Benno Lehmann (* 7. August 1985) ist ein deutscher Schauspieler, Synchronsprecher und -regisseur, Comedian, Puppenspieler und Moderator.

## Werdegang
Lehmann begann seine künstlerische Laufbahn 1993 im Kinderensemble am Friedrichstadt-Palast. Später studierte er an der Hochschule für Schauspielkunst „Ernst Busch“ Berlin. Er gastierte am Berliner Ensemble, spielte am Maxim-Gorki-Theater, an der Vaganten Bühne, der Volksbühne Berlin oder im Theater Unterm Dach. Gastrollen führte ihn auch ans Schauspielhaus Oberhausen, ans Theater Lübeck und ans Puppentheater Magdeburg. Zudem war er in verschiedenen Kinofilmen zu sehen. Als studierter Puppenspieler entwickelte er mit seiner Puppe HerrMann ein eigenes Comedyprogramm und spielte auch andere Puppen in Fernseh- und Kinoproduktionen. Er arbeitet außerdem als Synchronsprecher und -regisseur.
Lehmann hat einen Sohn, lebt und arbeitet hauptsächlich in Berlin.